# Heinz-Meinolf Stamm
Heinz-Meinolf Stamm (* 26. August 1938 in Paderborn) ist ein katholischer Theologe, Kirchenhistoriker und Bibliothekar.

## Leben und Wirken
Heinz-Meinolf Stamm studierte u. a. Katholische Theologie, Kirchenrecht und Philosophie und legte die kirchliche Abschlussprüfung 1965 ab. Kurze Zeit war er als Seelsorger in Dortmund tätig und von 1966 bis 1968 Kaplan in Bochum. Als Bibliotheksreferendar an der Universitätsbibliothek Münster und am Bibliothekar-Lehrinstitut des Landes Nordrhein-Westfalen absolvierte er 1969/70 die Ausbildung für den höheren Bibliotheksdienst, die Fachprüfung hierfür fand 1970 statt. Seit 1970 arbeitete er als kirchlicher wissenschaftlicher Bibliothekar an der Studien- und Zentralbibliothek der Franziskaner in Münster, seit 1981 auch (im Nebenamt, später im Ehrenamt) an der Zentralbibliothek des Franziskanerordens in Rom. Im Jahre 1977 promovierte Stamm in Rom an der Päpstlichen Universität Antonianum, 1980 erwarb er das Lizenziat, 1982 eine Fachprüfung in Paläographie, Diplomatik und Archivistik.
Stamm gehört dem Franziskanerorden an (OFM) und trägt den Professorentitel. In seinen zahlreichen wissenschaftlichen Veröffentlichungen beschäftigt sich Stamm vor allem mit der Theologie Martin Luthers und seinem Verhältnis zum Ordensleben und mit kirchengeschichtlichen bzw. -rechtlichen Fragen.

## Veröffentlichungen (Auswahl)
- Die Sorge des Ordo fratrum minorum um seine Bibliothek im Lichte der zentralen Ordensgesetzgebung von den Anfängen bis zur Gegenwart. Bibliothekar-Lehrinstitut des Landes Nordrhein-Westfalen, Köln 1970.
- Literaturerschließung in der Bibliothek mit Hilfe der Allgemeinbibliographien. In: Mitteilungsblatt der Arbeitsgemeinschaft Katholisch-Theologischer Bibliotheken, Jg. 1973, S. 132–197.
- Luther und das Ordensleben (= Theses ad lauream, Bd. 87). Päpstliche Universität Antonianum, Rom 1977.
- Luthers Stellung zum Ordensleben (= Veröffentlichungen des Instituts für Europäische Geschichte Mainz/Abt. für Abendländische Religionsgeschichte, Bd. 101). Steiner, Wiesbaden 1980, ISBN 3-515-03330-0.
- Auf dem Wege zu einem neuen Verständnis der Exemption. In: Apollinaris, Bd. 55 (1982), S. 569–589.
- Die Revision des „Codex iuris Canonici“. In: Antonianum, Bd. 59 (1984), S. 52–70.
- Luthers Berufung auf die Vorstellungen des Hieronymus vom Bischofsamt. In: Martin Brecht (Hrsg.): Martin Luther und das Bischofsamt. Calwer Verlag, Stuttgart 1990, S. 15–26, ISBN 3-7668-3087-2.
- Die neuen Generalkonstitutionen der Klarissen. In: Ordenskorrespondenz, Bd. 36 (1995), S. 427–440.
- Die Beweisführung im Verfahren nach dem Dekret Gratians. In: De processibus matrimonialibus. Fachzeitschrift zu Fragen des kanonischen Ehe- und Prozeßrechtes, Bd. 4 (1997), S. 199–209.
- Die Naturrechtslehre bei Alexander von Hales, Bonaventura und Johannes Duns Scotus. In: Antonianum, Bd. 72 (1997), S. 673–683.
- Das psychologisch-psychiatrische Sachverständigengutachten im kanonischen Ehenichtigkeitsprozeß. In: De processibus matrimonialibus. Fachzeitschrift zu Fragen des kanonischen Ehe- und Prozeßrechtes, Bd. 5 (1998), S. 215–223.
- Das Verfahren zur Erlangung der Dispens von der nichtvollzogenen Ehe. In: De processibus matrimonialibus. Fachzeitschrift zu Fragen des kanonischen Ehe- und Prozeßrechtes, Bd. 5 (1998), S. 73–85.
- Einheit und Unauflöslichkeit der Ehe im Lichte der christlichen Anthropologie. In: De processibus matrimonialibus. Fachzeitschrift zu Fragen des kanonischen Ehe- und Prozeßrechtes, Bd. 6 (1999), S. 197–216.
- Die rechtliche Stellung der in der ordentlichen Seelsorge tätigen Mönche nach dem Dekret Gratians. In: Cesare Mirabelli (Hrsg.): Winfried Schulz in memoriam. Schriften aus Kanonistik und Staatskirchenrecht. Bd. 2 (= Adnotationes in ius canonicum, Bd. 8). Lang, Frankfurt/M. 1999, S. 741–750, ISBN 3-631-33073-1.
- Vergehen gegen Ehe und Familie in den frühmittelalterlichen Bußbüchern. In: De processibus matrimonialibus. Fachzeitschrift zu Fragen des kanonischen Ehe- und Prozeßrechtes, Bd. 7 (2000), S. 151–164.
- Zum Ehe- und Prozessrecht im antiken Rom. In: De processibus matrimonialibus. Fachzeitschrift zu Fragen des kanonischen Ehe- und Prozeßrechtes, Bd. 9 (2002), S. 313–316.
- Das Territorialprinzip im kanonischen Recht. In: Periodica de re canonica. Rivista trimestrale di diretto canonico, Bd. 96 (2007), S. 525–545.
- Der Kirchenbegriff des späten Luther. Eine ökumenische Theologie. In: Franz Kalde (Hrsg.): Saluti hominum providendo. Festschrift für Offizial und Domprobst Dr. Wilhelm Hentze (= Münsterischer Kommentar zum Codex iuris canonici, Beihefte, Bd. 51). Ludgerus-Verlag, Essen 2008, S. 553–572, ISBN 978-3-87497-265-9.
- Das Ehehindernis der Blutsverwandtschaft in der Urversion des „Decretum Gratiani“. In: Stephan Haering (Hrsg.): In mandatis meditari. Festschrift für Hans Paarhammer zum 65. Geburtstag (= Kanonistische Studien und Texte, Bd. 58). Duncker & Humblot, Berlin 2012, S. 695–717, ISBN 978-3-428-83745-8.
- Martin Luther in seiner Kritik am Recht der Kirche Anfang des 16. Jahrhunderts, insbesondere am Ordensrecht. In: Archiv für katholisches Kirchenrecht, Bd. 182 (2013), S. 469–483.
- Die Theologie Martin Luthers und die Franziskaner heute. In: Herbert Schneider (Hrsg.): Die Franziskaner und die Reformation – in Geschichte und Gegenwart (= Veröffentlichungen der Johannes-Duns-Skotus-Akademie für Franziskanische Geistesgeschichte und Spiritualität Mönchengladbach, Bd. 36). Kühlen, Mönchengladbach 2017, S. 469–482, ISBN 3-87448-481-5.